# Einweiler
Einweiler ist ein Wohnplatz in der Teilgemarkung des Ortsteils Eschental der Gemeinde Kupferzell im Hohenlohekreis im nordöstlichen Baden-Württemberg.

## Lage

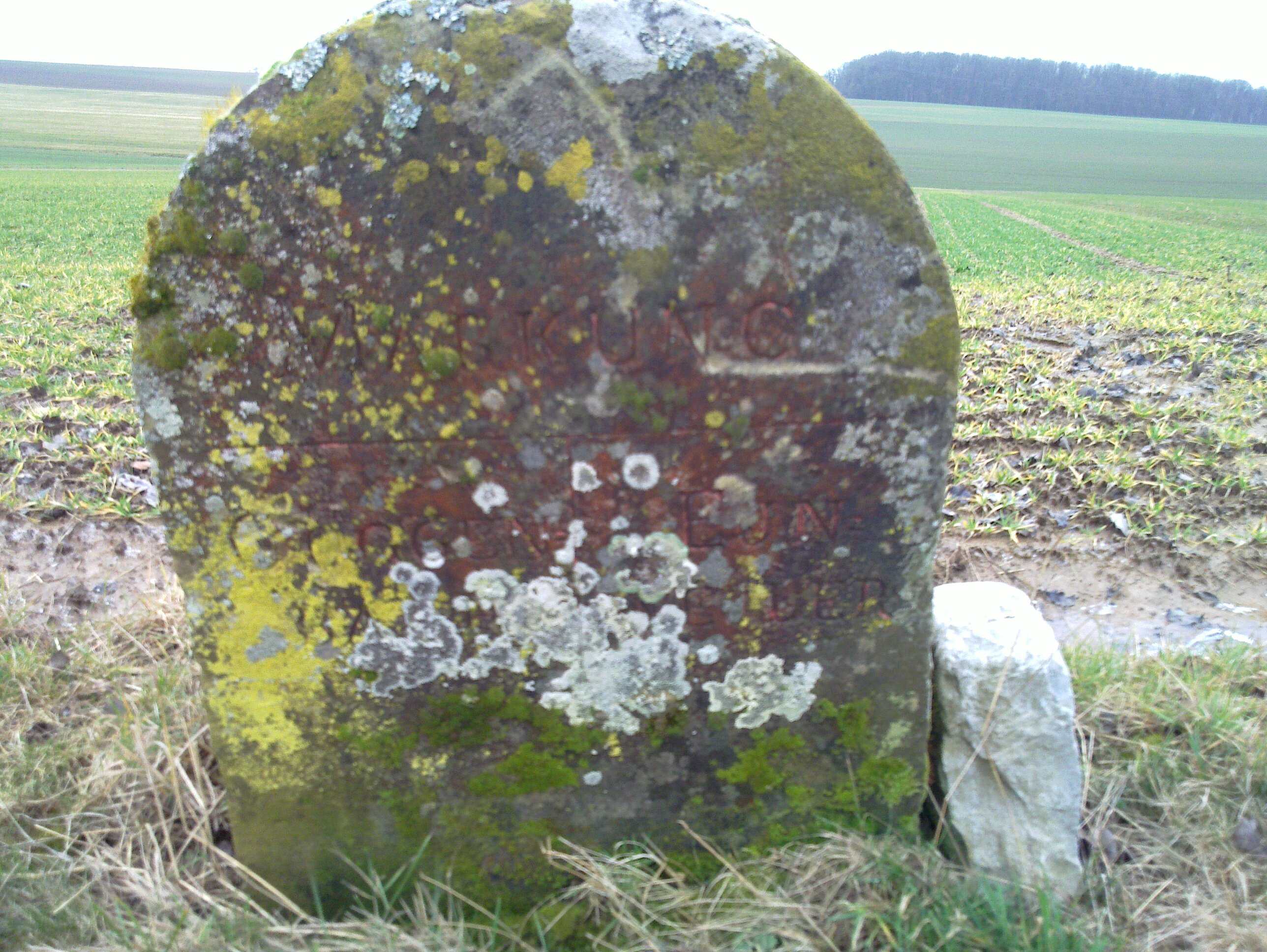
Markungsgrenzstein

Einweiler liegt  nahe der Gemeindegrenze fast fünf Kilometer südöstlich von Kupferzell und etwa einen Kilometer nordöstlich der Bundesautobahn 6, umgeben von der weithin offenen Flur einer kaum hügeligen Hochfläche. Durch die Gehöftgruppe zieht die K 2366 von Untermünkheim-Brachbach im Südsüdwesten nach Kupferzell-Eschental im Nordnordosten. Keinen Kilometer im Osten fließt der Eschentaler Bach in seinem hier erstmals eingetieften und hangbewaldeten Tal nordnordöstlich zum Kocher. Etwa einen Kilometer im Südwesten, jenseits des Einzelwäldchens Eichholz, zieht der Waschbach in flacher Mulde nach Nordwesten zur nahen Kupfer.

## Geschichte
Früher bestand Einweiler aus vier und später dann aus drei Höfen. Der Ort ist ein Weiler auf einer Hochebene. Erstmals urkundlich erwähnt wird er 1359 unter dem Namen Auwenweiler, eine andere frühere Bezeichnung war Auweiler Ursprünglich war der Ort im Besitz der Herren von Neuenstein, ging dann in den Besitz der von Stetten über. Einweiler kam 1806 zum Königreich Württemberg und war der Gemeinde (Schultheißenamt) Eschental politisch zugeordnet. Zusammen mit Eschental kam Einweiler im Rahmen der Gebietsreform in Baden-Württemberg am 1. Januar 1972 zur durch einen Zusammenschluss neu gebildeten Gemeinde Kupferzell.
Keine 200 m südlich des Siedlungsplatzes auf der hier west–östlich ziehenden Kupferzeller Gemeindegrenze verlief einst die Haller Landheeg vom Eichhölzle im Westsüdwesten, wo heute noch Wall- und Grabenreste erkennbar sind, bis zum oberen Eschentaler Bach im Südosten.